# Princip potěšení
Princip potěšení (německy: Lustprinzip) je princip, kterým se řídí nevědomá složka osobnosti – id. Ve freudovské psychoanalýze je principem potěšení instinktivní hledání potěšení a vyhýbání se bolesti pro uspokojení biologických a psychologických potřeb. Princip potěšení je tedy hnací silou, která řídí id.